# Ворт (Міссурі)
Ворт (англ. Worth) — селище (англ. village) в США, в окрузі Ворт штату Міссурі. Населення — 65 осіб (2020).

## Географія
Ворт розташований за координатами 40°24′16″ пн. ш. 94°26′47″ зх. д. / 40.40444° пн. ш. 94.44639° зх. д. (40.404522, -94.446506).  За даними Бюро перепису населення США в 2010 році селище мало площу 0,65 км², уся площа — суходіл.

## Демографія
Згідно з переписом 2010 року, у селищі мешкали 63 особи в 23 домогосподарствах у складі 15 родин. Густота населення становила 96 осіб/км².  Було 41 помешкання (63/км²).
Расовий склад населення:
| - 85,7 % — білих - 7,9 % — чорних або афроамериканців - 6,3 % — корінних американців |

До двох чи більше рас належало 0,0 %. Частка іспаномовних становила 0,0 % від усіх жителів.
За віковим діапазоном населення розподілялося таким чином: 30,2 % — особи молодші 18 років, 60,3 % — особи у віці 18—64 років, 9,5 % — особи у віці 65 років та старші. Медіана віку мешканця становила 40,5 року. На 100 осіб жіночої статі у селищі припадало 110,0 чоловіків;  на 100 жінок у віці від 18 років та старших — 100,0 чоловіків також старших 18 років.
За межею бідності перебувало 22,6 % осіб, у тому числі 0,0 % дітей у віці до 18 років та 0,0 % осіб у віці 65 років та старших.
Цивільне працевлаштоване населення становило 28 осіб. Основні галузі зайнятості: виробництво — 42,9 %, транспорт — 28,6 %, освіта, охорона здоров'я та соціальна допомога — 17,9 %.